# Тісок
Тісок — 7-й тлатоані Теночтітлану з 1481 до 1486 року. Ім'я перекладається як «Пульке з крейди».

## Життєпис
Син Тезозомока, сина Іцколатля, та Атотоцлі, дочки Монтесуми I. Посів трон після смерті свого брата Ашайакатля у 1481 році.
Продовжив політику свого попередника. З одного боку він продовжував розбудову Теночтітлану, з іншого — розширення Ацтецької імперії. Він почав відбудову Великої піраміди Теночтітлану. Вона була подвійною на кшталт влади тлатоані. Ця споруда була увінчана двома храмами — один присвячувався Уїцилопочтлі, а інший — богу Тлалоку. Тісок наказ вирізбити нове жертовне каміння. Цей храм закінчив вже наступник — Ахвіцотль.
У зовнішньополітичній діяльності Тісок намагвся захопити місто Ксиукоак, куди здійснив декілька вдалих походів. Проте під час повернення його війська були розгромлені повсталим містом Мецтитланом. Це повстання Тісоку так і не вдалося задушити. Саме останні поразки призвели до того, що Тісока було скинуто з трону, який зайняв його брат Ахвіцотль.

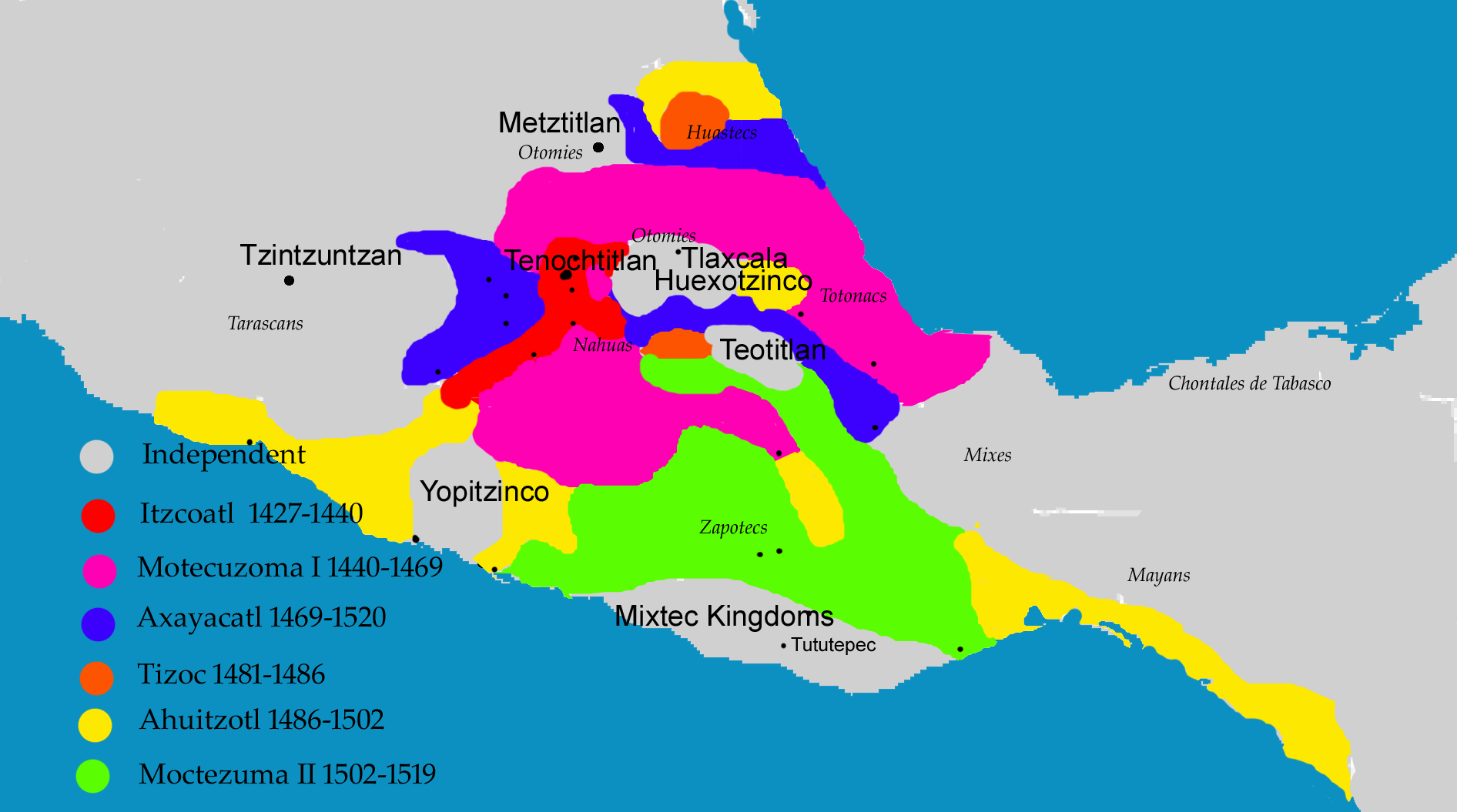
Ацтецька імперія. Завоювання Тісока виділено помаранчевим кольором